# 積冰

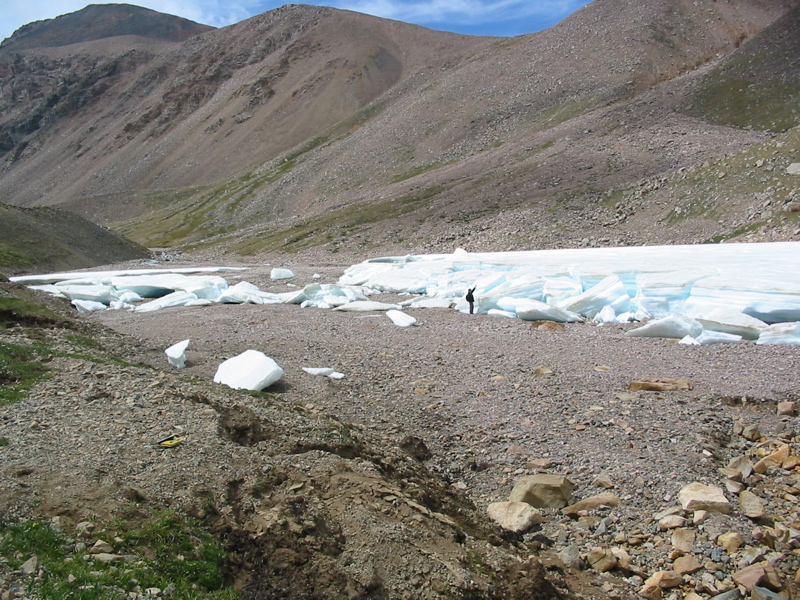
積冰。

積冰是指一層在河川上的冰，通常在高緯度的地方很常見。積冰通常會在寒帶或溫帶冬天的河流旁形成，主要原因是因為冰坝讓河水回流，或地下水滲出所造成的的。